# Певање на киши
Певање на киши (енгл. Singin' in the Rain) је амерички љубавно-хумористички мјузикл филм из 1952. године, који су режирали Џин Кели и Стенли Донен, у коме главне улоге тумаче Кели, Доналд О’Конор, Деби Ренолдс, Џин Хејген, Милард Мичел и Сид Шарис. Филм је безбрижан приказ Холивуда касних 1920-их, а радња прати троје извођача који се суочавају са преласком са немих на звучне филмове.
Филм је остварио само умерени успех по објављивању. О’Конор је освојио Златни глобус за најбољег глумца у мјузиклу или комедији, а Хејгенова је била номинована за Оскара у категорији за најбољу споредну глумицу. Међутим, временом му се статус значајно поправио и данас се сматра једним од најбољих мјузикала икада снимљених, као и једним од најбољих филмова свих времена. Амерички филмски институт га је сместио на прво место своје листе најбољих филмских мјузикала, као и на десето место своје листе најбољих америчких филмова.
Године 1989, Конгресна библиотека је одабрала Певање на киши као један од првих 25 филмова за чување у Националном регистру филмова Сједињених Држава због „културног, историјског или естетског значаја”. Године 2005, Британски филмски институт га је укључио на свој списак 50 филмова које треба погледати пре 14. године. Три године касније, часопис Empire га је прогласио осмим најбољим филмом свих времена. На листи најбољих филмова свих времена часописа Sight & Sound из 2022. године, Певање на киши се нашло на десетом месту.

## Радња
Године 1927, звезде немих филмова Дон Локвуд и Лина Ламонт присуствују премијери свог најновијег филма, Краљевска битанга. Филмски студио Monumental Pictures подстиче гласине о романси између Дона и Лине. Дон не воли гласине и једва толерише Лину, али Лина верује да је Дон воли. У интервјуу на црвеном тепиху, Дон прича причу о свом успону до славе. Говори како је одрастао културно и високо образован, али његове речи су у супротности са флешбековима који показују његове скромне почетке као степ-плесача, водвиљ музичара и каскадера, заједно са својим најбољим пријатељом из детињства, Козмом Брауном.
Након премијере, Дон бежи од руље својих обожавалаца скачући у аутомобил у пролазу којим управља Кети Селден. Кети, која тврди да је позоришна глумица, вози Дона на журку после премијере, али изражава презир према уметности филмске глуме. На забави, шеф Monumental Pictures-а, Р. Ф. Симпсон, показује кратку демонстрацију новооткривеног формата звучног филма. Његови гости нису импресионирани и претпостављају да ће звучни филмови бити краткотрајан тренд. Том приликом се открива да је Кети забављачица ангажована да наступи на забави. Бесна због Доновог задиркивања, она баца торту на њега, али је он избегава и торта погађа Лину. Кети бежи пре него што Дон успе да је сустигне.
Три недеље касније, Дон је заљубљен у Кети, али не може да је пронађе. Козмо покушава да орасположи Дона певајући песму „Make 'Em Laugh”. Лина открива да је уредила да Кети добије отказ. У студију, Козмо проналази Кети која ради као статисткиња у другој продукцији Monumental Pictures-а. Кети признаје да је заправо Донова обожаватељка, док Дон исповеда своја осећања према њој песмом „You Were Meant for Me”.
Ривалски студио Warner Bros. објављује свој први звучни филм, Џез певач, који одушевљава публику. Симпсон сматра да нема другог избора осим да претвори следећи филм са Доном и Лином, Каваљер на двобоју, у звучни; како би се припремили, Лина и Дон почињу да похађају лекције из дикције. Продукција је оптерећена потешкоћама, пре свега Лининим крештавим, пискутавим гласом и глумцима који нису упознати са технологијом снимања звука. Због вишеструких компликација (укључујући незгодно постављање микрофона, Доново неинспиративно импровизовање и несинхронизовани звук), рана пројекција Каваљера на двобоју се показује као неуспешна.
Након тога, Кети и Козмо предлажу да се Каваљер на двобоју претвори у мјузикл. Козмо, инспирисан проблемима са синхронизацијом филма, предлаже Кети да синхронизује Линин глас. Дон се са задовољством слаже. Дон води Кети кући, а затим плеше кроз њен крај по киши певајући песму „Singin' in the Rain”. Дон и Козмо своју идеју представљају Симпсону, мењајући наслов филма у Плешући каваљер и додајући сцене смештене у савремено доба. Овај одобрава, али им каже да не обавештавају Лину о Кетиној улози.
Пошто је сазнала истину, бесна Лина суочава се са Кети током синхронизације. Она постаје још бешња након што сазна да су Дон и Кети заљубљени и да Симпсон намерава да потпише Кети и да јој да велики публицитет. Лина прети да ће тужити Симпсона осим ако се он не побрине да нико никада не чује за Кети и да она настави да синхронизује Лину до краја своје каријере. Симпсон невољно пристаје због клаузуле у Линином уговору по којој је студио одговоран за позитивно медијско праћење.
Премијера филма Плешући каваљер се показује успешном. Када публика затражи да Лина пева уживо, Дон, Козмо и Симпсон јој говоре да само помера усне пред микрофоном, док ће Кети, скривена иза завесе, певати уместо ње. Док Лина изводи песму „Singin' in the Rain”, Дон, Козмо и Симпсон повлаче завесу, откривајући Кети иза ње. Поражена Лина бежи понижена. Кети такође покушава да побегне, али Дон поносно објављује публици да је Кети „права звезда” филма, певајући „You Are My Lucky Star”. Нешто касније, Кети и Дон се љубе испред билборда за њихов нови филм, Певање на киши.

## Улоге
| Глумац         | Улога                 |
| -------------- | --------------------- |
| Џин Кели       | Доналд „Дон” Локвуд   |
| Доналд О’Конор | Козмо Браун           |
| Деби Ренолдс   | Кети Селден           |
| Џин Хејген     | Лина Ламонт           |
| Милард Мичел   | Р. Ф. Симпсон         |
| Сид Шарис      | жена у зеленој хаљини |
| Даглас Фоули   | Роско Декстер         |
| Рита Морено    | Зелда Зендерс         |

## Занимљивости
- Џин Кели је исмевао Деби Ренолдс зато што није била у могућности да плеше. Фред Астер, који је био присутан у студију, пронашао ју је како плаче испод клавира и помогао јој је да научи да плеше. Доналд О’Конор је признао да није уживао у раду с Џином Келијем, јер се Kели донекле понашао као тиранин. О’Конор је рекао да се током првих неколико седмица бојао да направи грешку како Kели не би викао на њега
- Деби Ренолдс је изјавила много година касније да су јој овај филм и порођај биле две најтеже у животу
- Сценарио је написан након песама, па су писци морали да осмисле радњу с којом би се песме уклопиле
- Kао и Лина Ламонт, са појавом звучних филмова, многи глумци немих филмова изгубили су своје каријере, јер њихови гласови нису одговарали њиховим филмским ликовима. Најпознатији пример је звезда немог филма Џон Гилберт. Боја његовог гласа није била та која је уништила његову каријеру, него подметање иза леђа (убрзавање његовог гласа звуком техничара, према директним наредбама од некога с врха) и бесмислено дуги и замршени дијалози које је морао да изговори. Дијалози које лик Џина Келија изговара у Kаваљеру на двобоју су настали на основу истих дијалога који су упропастили Гилбертову каријеру.
- Филм почиње са премијером најновијег филма Дона Локвуда. Сцене из тог филма су заправо из филма MGM-а објављеног 1948. под називом Три мускетара (1948), у ком глуми Џин Кели и има боју и звук. Kако би се прилагодио за филм Певање на киши, боја и звук су избрисани из снимка и додате су картице за дијалоге. Друга промена је било додавање снимака Џин Хејген (која је играла диву Лину Ламонт) уместо Лане Тарнер, која је у Три мускетара имала главну улогу. Ако се пажљиво погледа, управо је била Лана, а не Џин та која је отворила врата када их копље погађа. Завршетак „Локвудовог филма” је сниман на истом сету који се користио за Три мускетара.
- Оригинални негатив овог филма је уништен у пожару.
- На исти начин како су Џин Кели и Стенли Донен поново користили огроман репертоар популарних песама из ранијих мјузикала, они су покупили из складишта MGM-а реквизите и возила. Аутомобил који Деби Ренолдс вози на почетку филма је заправо стари аутомобил Ендија Хардија. Летњиковац у ком Kели живи је украшен са столовима, столицама, теписима и осталим предметима који су се користили у страственој романтичној драми Џона Гилберта и Грете Гарбо из 1926. године.
- Само две песме су биле писане посебно за филм: „Moses Supposes” коју су написали Роџер Еденс, Бети Комден и Адолф Грин; и „”Make 'Em Laugh коју су написали Артур Фрид и Насио Херб Браун посебно за Доналда О’Конора.
- Ово је био шести пут да је песма „Singin' in the Rain” коришћена на великом платну. Први пут је изведена у филму Холивудска ревија (1929), када ју је отпевао хор MGM-а са Нојевом барком у позадини. Тај снимак је касније коришћен у филму Деца под оружјем (1939). Џими Дурант је ову песму накратко отпевао у филму Говори лако (1932). Дурант је био први који је додао „Доо Доо Доо Доо” и „Ја Да Да Да”. Џуди Гарланд ју је отпевала у филму Мала Нели Кели (1940). Песма се такође појавила као музичка секвенца коју изводи Вилијам Бендикс у Причи о Бејбу Руту (1948).
- Премијера филма на телевизијској мрежи NBC, која је била заказана за 23. новембар 1963, морала је да буде одложена на две недеље због атентата на тадашњег председника САД, Џона Кенедија
- Проглашен је за 10. по реду најбољи филм свих времена према магазину Entertainment Weekly, а самим тим је и најбољи мјузикл.[8]